# Дзвигай Ельза Йосипівна
Ельза Йосипівна Дзвига́й (нар. 29 червня 1935, Київ пом. 16 травня 1977, Київ) — українська радянська скульпторка; членкиня Спілки радянських художників України з 1970 року. 

## Біографія
Народилася 16 травня 1977 року в місті Києві (нині Україна). Протягом 1954—1961 років навчалася у Київському художньому інститутх, де її викладачами були зокрема у Сергій Грош, Михайло Лисенко, Іван Макогон, Олексій Олійник. Дипломна робота — скульптура «Обрубувач» (керівник Михайло Лисенко).
У 1961—1964 роках працювала У Києві в лабораторії дитячої іграшки Науково-дослідого інституту місцевої паливної промисловості Держплану УРСР. 
Жила у Києві в будинку на Русанівській набережній, № 18/1, квартира № 144. 
Дружина графіка Віталія Бахіна, мати живописиця Олександри Бахіної.
Померла у Києві 16 травня 1977 року.

## Творчість
Працювала в галузі станкової та монументальної скульптури. Серед робіт:
- «Моя земля» (1963, гіпс тонований);
- «Ленін у дитинстві» (1965, оргскло)
- «Незабутнє» (1967, бетон);
- «Бойова юність» (1968, бетон);
- барельєф «Колгоспне свято» (1968, бетон);
- «Піонер та піонерка» (1968, оргскло);
- водограй «Гуси» (1973, глина);
- «Воїн» (1974, глина);
- «Україна» (1975, глина).

пам'ятники

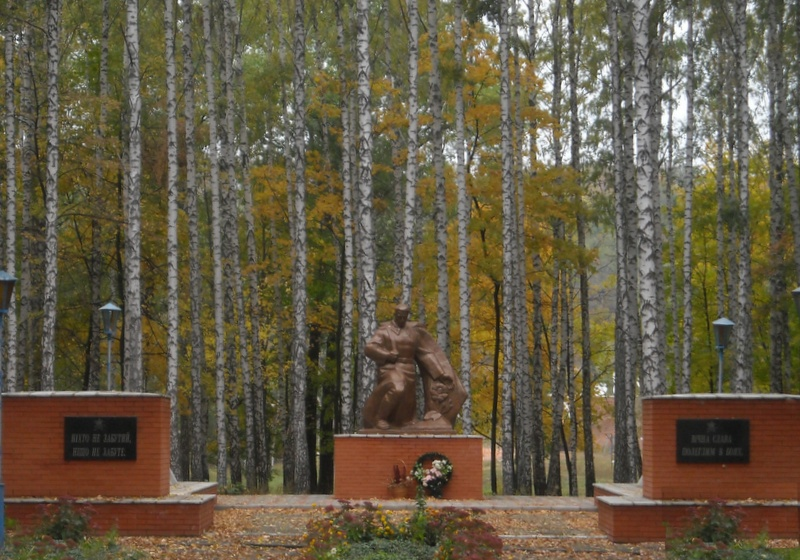
Пам'ятник у Плавинищі.

- військової Слави для колгоспу «Стратиля» Носівського району Чернігівської області (1967);
- військової Слави для колгоспу «Дружба» Вінницької області (1967, бетон);
- загиблим односельцям під час Другої світової війни у селі Плавинищі Сумської області (1973).

Брала участь у республіканських виставках з 1963 року.